# Buk u Stráže

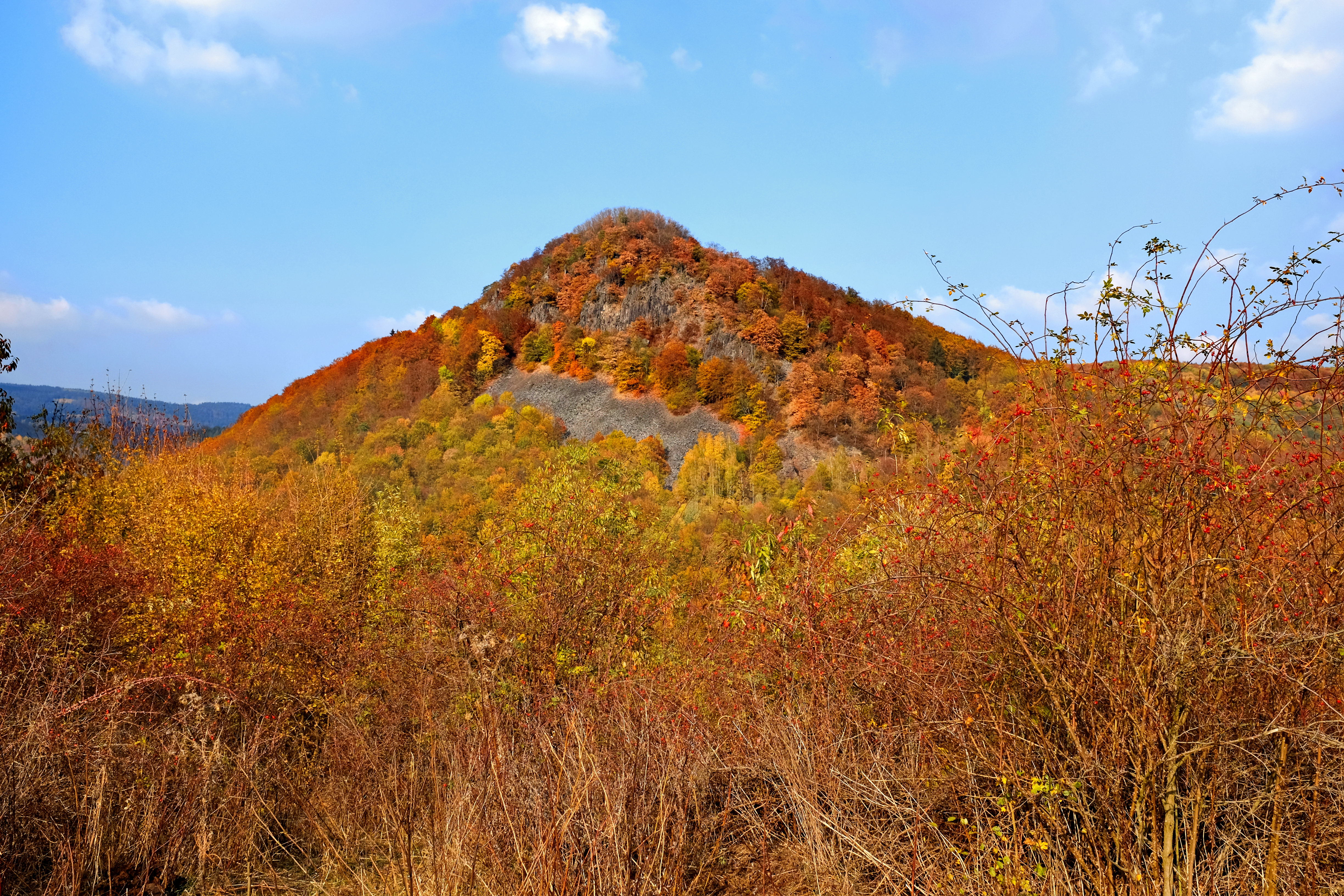
Pohled od buku na vrch Nebesa

Buk u Stráže je památný strom, buk lesní (Fagus sylvatica) v Doupovských horách na území přírodního parku Stráž nad Ohří v okrese Karlovy Vary. Strom roste v nadmořské výšce 420 m na západním svahu Dubového vrchu (570 m) vysoko nad pravým břehem Pekelského potoka, těsně pod hranou terénní terasy severozápadně od Stráže nad Ohří.
Mohutný košatý a hustě zavětvený buk vznikl nejspíš dokonalým srůstem dvou kmenů. Z hluboké nezarostlé rýhy na spodní části kmenu lze usuzovat, že do srůstu dvou kmenů se ještě vklínil třetí kmínek. Od buku je přes údolí Pekelského potoka hezký výhled na výrazný vrch Nebesa (638 m) s ruinou hradu Himlštejn.
V době vyhlášení bylo stáří stromu odhadováno na 250 let, zdravotní stav posouzen jako výborný, v roce 2003 jako dobrý.
Obvod kmene měří 470 cm, koruna sahá do výšky 23 m (měření 2014).
Buk je chráněn od roku 1986 jako strom s významným vzrůstem.

## Stromy vokolí
- Slavibojův břek
- Lípa ve Stráži
- Pekelský buk
- Pekelská lípa II.
- Lípa v Osvinově